# Iglesia de Santa Catalina (Valencia)
El templo de Santa Catalina Mártir es una de las iglesias góticas valencianas de la ciudad de Valencia (España). Se levantó en el barrio de la catedral, en la actual plaza Lope de Vega, sobre una mezquita anterior. En el siglo XIII adquirió el rango de parroquia. Consta de tres naves, con contrafuertes laterales, entre los que se instalaron las capillas, y girola. Su torre barroca es muy emblemática.
En el siglo XVI el edificio fue revestido con decoración clasicista al gusto renacentista. Tras un pavoroso incendio sufrido en 1548, fue parcialmente reconstruido. En 1785, siguiendo la moda imperante, se le dio un aspecto barroco. Es Bien de Interés Cultural desde 1981.

## Torre campanario

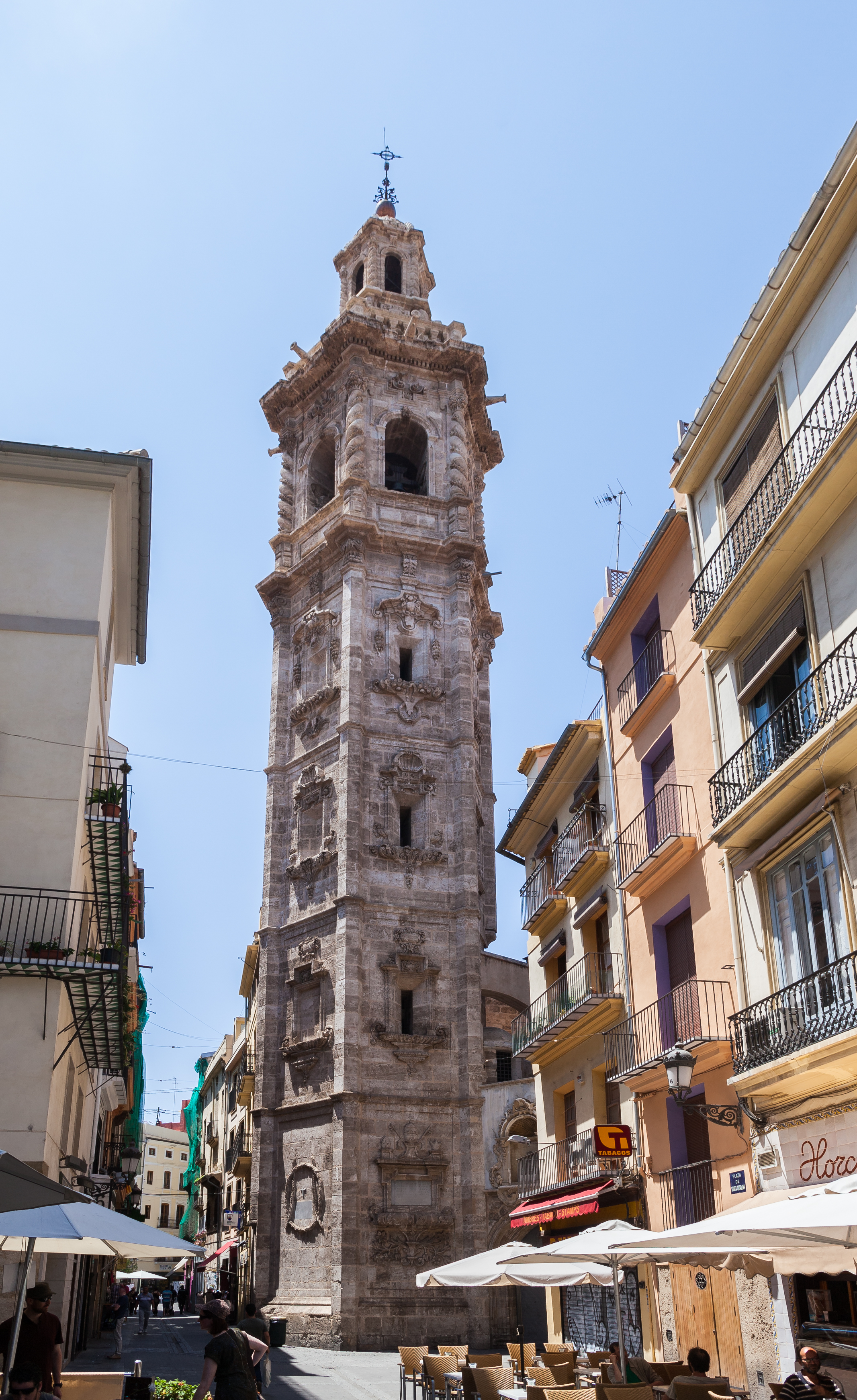
La torre de la iglesia vista desde la plaza de la Reina

Su viejo y anterior campanario cuadrilátero de procedencia seguramente bajomedieval perduró hasta mediados del XVIII, pues entre las obligaciones del convenio de renovación del templo de 1740 con Felipe Rubio, estaban las de (derribar el campanario antiguo que está sobre la pared de la frontera; así como el hazer un campanarito arrimado á dicha Iglesia para tocar á misa, colocando en él la campana que al presente ay en el campanario antiguo). A este "campanarito" que se refiere es el de la espadaña de ladrillo que aún se conserva y se ve un contrafuerte que mira a la Plaza Lope de Vega. Dice la tradición que se emparedaban voluntariamente en pequeñísimas celdas las mujeres para vivir de las limosnas de los fieles, práctica que fue abolida en el 1566 por el Arzobispo Martín Pérez de Ayala. Iniciada la construcción de la monumental torre con la colocación de la primera piedra, el 5 de octubre de 1688, por mandamiento del arzobispo de Valencia, fray Juan Tomas de Rocaberti, puso el cura párroco de la iglesia de Santa Catalina, don Juan Bautista Sabater, las obras siguieron su curso, son diversas alternativas hasta su remate, y se terminó en 1705, como relata una lápida que dice: 

HANC SUPTUOSAM CYMBALO / RVM TURRIM, QVAM GENEROSA / PAROCHIANORUM MUNIFICEN / TIA ANNO 1688. FOELICITER IN / CHOAVIT, HOC ANNO 1705, NU / MERIS OMNIBUS ABSOLUTA FOE / LICISSIME RELIQUIT / IOANNES BAPTISTA VINES. F. 

Que traducido dice: Este suntuoso campanario, a que felizmente se dio principio el año 1688 merced a la munificencia de los feligreses, en el presente año de 1705, cooperando todos, llévelo a cabo y con toda perfección Juan Bautista Viñes.

Alcanza los 56,12 m de altura. Los inicios de la torre fueron comenzados por Valero Viñes, pero a la muerte de este en 1693, tomó el mando de las obras su hermano Juan Bautista Viñes, que es en definitiva el artífice final de esta gran obra y quien figura en la lápida conmemorativa. Juan Bautista Viñes fue un gran difusor de las formas barrocas en Valencia. Arquitecto valenciano que vivió entre los siglos XVII y XVIII, fue discípulo de Juan Bautista Pérez Castiel quien le inculcó la estética barroca. Su principal obra es esta torre de la Iglesia parroquial de Santa Catalina Mártir, que consto su construcción diecisiete años y con un coste de 8,997 libras y 10 sueldos en el término de ocho años. También realizó la portada de la Iglesia parroquial de Vinaroz y trabajó en la ampliación de la Iglesia Arciprestal de Santa María también en Vinaroz.
En todo esto se tiene que añadir un caso gracioso, ya que el suspicaz constructor –Juan Bautista Viñes, quien realizó la obra por diez mil ducados– advirtió en los capítulos concertados por la parroquia que nada se hablaba en punto a escalera y construyó la torre sin ella, subiendo cuando era necesario por medio de unos maderos. Ello fue causa para que, discordados los ánimos, se llevara el asunto a los tribunales, fallando éstos a favor del constructor de la torre, por lo que hubo de pagar su inadvertencia la parroquia, costeando la escalera que fue construida bastantes años después con un total de 128 peldaños.
Orellana escribe que el famoso campanario se planeo en aquel lugar de la plaza (hasta 1878 en que abrió la cercana plaza de la Reina, actualmente de Zaragoza, era, según antiguos cronistas, el lugar más concurrido de la ciudad, punto también de reunión de conspiradores, donde se leían y comentaban las noticias publicadas en hojas impresas y periódicos, y el propio Orellana cita que en su tiempo ya se mencionaba “Puerta del Sol”, acaso porque allí se hallaba el popular “Café del Sol”, que había instalado un italiano llamado Feliz Casalis) y que, cuando ya tenía la obra de la torre cierta altura, por considerarse que estrechaba la entrada de la calle de la Sombreria, se mandó rebajar (como así se hizo) las piedras de la esquina que forma el octógono del campanario en su base, en la parte recayente a esta calle. 
Así lo expresa la deliberación municipal de 14 de diciembre de 1688, en el sentido de que el justicia y los jurados de la ciudad; providencian que el magnífico Onofre Èsquerdo accede a la fabrica del campanario de Santa Catalina Mártir, y a su presencia hiciera cortar cercenar, (en la cantonada que mira el carrer dels Sombrerers), un palmo de vara y que dicha obra continúe de la misma conformidad, hasta quince palmos de altura; y de allí arriba se ejecute la obra conforme al modelo proyectado o como mejor pareciera. La torre campanario de Santa Catalina Mártir está considerada como una de las torres barrocas más originales de la arquitectura española. Como la mayor parte de las torres-campanarios de la ciudad de Valencia data del siglo XVII. 
En la actualidad, es considerada como todo un modelo original e irrepetible. De planta hexagonal, dispone de cuatro pisos más el cuerpo de campanas y un templete. Al exterior, los pisos se adivinan por las molduras horizontales que circundan la torre. En cada uno de sus tramos se abren ventanas abocinadas encuadradas por una rica decoración barroca, algunas cegadas y otras abiertas para permitir el paso de la luz a la escalera. El acceso a la torre se realiza mediante una puerta bajita, que luego da a un descansillo donde por una amplia y cómoda escalera de caracol se accede a lo alto de la torre. Es en el cuerpo de campanas donde se localiza la mayor riqueza decorativa a base columnas salomónicas encintadas en cada una de las aristas. Un vano en forma de arco de medio punto se abre en cada uno de los lados del cuerpo de campanas.
Remata la torre una balaustrada en piedra del que se eleva un templete de dos pisos y que se cubre con una pequeña cúpula de piedra labrada en forma de escamas de pez. Aquí se vuelven a repetir las columnas salomónicas encintadas en cada una de sus aristas y un conjunto de volutas que lo unen a la balaustrada. La torre dispuso de un reloj instalado en 1914. Sobre la cúpula y como remate, una bola que representa al globo terráqueo y una veleta con los símbolos de la santa permiten alcanzar los 56,12 metros de altura. Y en lo más alto la cruz. En 2001 se restaura por parte de la Generalidad Valenciana y con el financiamiento de la fundación Caja Madrid, inaugurándola su restauración el 28/11/2002. En el 2001 vino por fin la restauración de la Torre. La subsecretaría de Cultura de la Conselleria de Educación y Cultura, Consuelo Císcar, ordenó que se aprobara una intervención de urgencia, con un presupuesto superior a los 120 millones de pesetas. Las obras durarán un año y la limpieza ha empezado por la parte superior, la más dañada de todo el campanario. 
El sistema empleado para la eliminación de la costra de suciedad es aire a presión mezclado con microesferas de vidrio, una técnica habitual y poco "agresiva con la piedra", se afirmaron varios expertos en la materia. Una de las dificultades añadidas fue la colocación del andamio que resultó una tarea muy complicada. La calle Sombrerería es muy estrecha y se habló de dejar un paso para los peatones que pasan por la zona, sobre todo en los fines de semana, cuando se instala el mercadillo dominical. En Valencia, con una técnica similar se limpió la Puerta de los Apóstoles de la Catedral, con ocasión de la exposición La luz de las imágenes. La limpieza es superficial, dado que al carecer de un proyecto detallado, los técnicos de Cultura desconocen el estado exacto de la piedra. Cuando salte la costra de suciedad del primer estrato (se sabrá cómo están las juntas y la misma piedra de la torre). En cuanto al “polémico” reloj, la Conselleria de Educación y Cultura no sabía qué hacer tras la limpieza del monumento, si lo dejaba o lo iba a eliminar para siempre, y por ello tuvo que tras la limpieza de la torre de Santa Catalina si deja o elimina el reloj situado en la parte superior del campanario. Una portavoz de dicho departamento comentó al respecto que se trata de una obra de emergencia, por lo que no existe un proyecto (redactado sobre ese punto).
En el año 1705 había sido concluida la magnífica torre nueva de Santa Catalina pero los feligreses de esta iglesia no estaban satisfechos respecto a sus campanas por la razón de que sólo había dos en el campanario viejo (según el marqués de Cruilles, situado a los pies de la iglesia, entrando a mano derecha y derribado en 1742) y estimaban insuficientes para obra tan excelente y bella. El carácter de los valencianos, propicios siempre a tomar a broma hasta lo más serio, aprovechó lo sucedido para satirizarlo en coplas y romances, que eran muy celebrados. Dice el padre Tomás Guell, bibliotecario en aquella época del convento de Predicadores, que (los parroquianos de las dos parroquias más vezinas, la de San Juan y la de San Martín, viendo viduada a la torre de campanas, decían algunos dicterios a los parroquianos de Santa Catharina sobre que habían fabricado campanario sin escalera, y no tenían más que dos campanas encapotadas a la parte de la platería). 
El ambiente creado por todo ello decidió a completar la obra, por lo que en primero de enero de 1729, en junta general, deliberó la parroquia se fabricasen seis campanas para la nueva torre acordando la inmediata compra de las seis campanas por la cantidad de cuatro mil seiscientas cincuenta y cuatro libras, y buscando mayor economía se decidió aceptar la oferta del comerciante Pedro Verges (feligrés de la parroquia), que negociaba la del fundidor de Londres Ricardo Phelps, el cual, además de ofrecerlas con mayor economía a las de los campaneros de Valencia, (que además de hazer pagar cara dicha hazienda no salen acertadas, como se ve claramente en la campana mayor, que han hecho en estos días para el Convento de Nuestra Señora de la Merced, que por más que los padres mercedarios la califican de campana, tiene tan ronco el sonido que parece de barreño), las aseguraba por un año, corriendo también a cargo del fundidor el traslado de las campanas desde Londres al Grao de Valencia. 
El día 2 de octubre de 1729 llegaba al Grao el navío inglés con las seis campanas, de menor a mayor fueron bautizadas con los siguientes nombres: Pedro, Margarita (Reina de Escocia), Salvadora alias "la bella", Antonio, Maria Paz y Catalina conocida por "la charra" y de 1700kg de peso y al día siguiente, por la tarde, se dispuso el traslado a la ciudad del modo siguiente: (Pusieron las dichas campanas en cinco galeras adornadas de murta, y en cada una vaia un estandarte de embarcación que temolava en el ayre: La galera más fuerte llevaba la campana grande, y la tiraban ocho mulas, adornadas con cintas de seda, y gallardetes sobre las cabezadas). Precedidas de timbales y clarines hicieron su entrada; por la puerta del Real en las murallas de la ciudad, entre la expectación de la gente, llegando al pie de la torre de la iglesia de Santa Catalina, en cuya plaza instalaron las seis campanas de modo que, con los repiques pudiera advertirse su sonoridad. Y para satisfacer las ansias de la gente, (que avian llegado de todo lugar, fue el maestro de Capilla de la Catedral, con otros músicos de su capilla y del Colegio del Señor Patriarca, a determinar a qué punto de solfa que corresponde según buena regla, y se conoce en la armonía, que hacen, y lo deleytan, cuando las tocan juntas). 
El propio cronista (fray Tomas Güell), que acudió también a satisfacer su curiosidad, menciona que la primera campana pesaba treinta y ocho quintales y siete la última. (La boca de la campana grande tiene de ancha siete palmos menos dos dedos que la Maria de la Seo. En cada una de las campanas, en la circunferencia superior, ay este letrer: Ricardus Phelps Londini me fecit, 1729). El suceso conmovió a toda Valencia, que acudió a ver las seis campanas fabricadas en Inglaterra, y la curiosidad fue tan grande que llegó en algunas casas a la exaltación de los ánimos, contribuyendo no poco los fundidores de campanas de Valencia, enojados por haber sido preferidos por un extranjero, del que temían nuevos envíos. Antes de ser subidas las campanas a la torre, y por temor a que esta hiciese algún movimiento, se decidió un reconocimiento previo, y una vez asegurados de que no había tal peligro, fueron asentadas las seis campanas, no sin haber tenido que rebajar un tanto los lados de la ventana correspondiente a la campana mayor, para que esta voltease con mayor holgura.

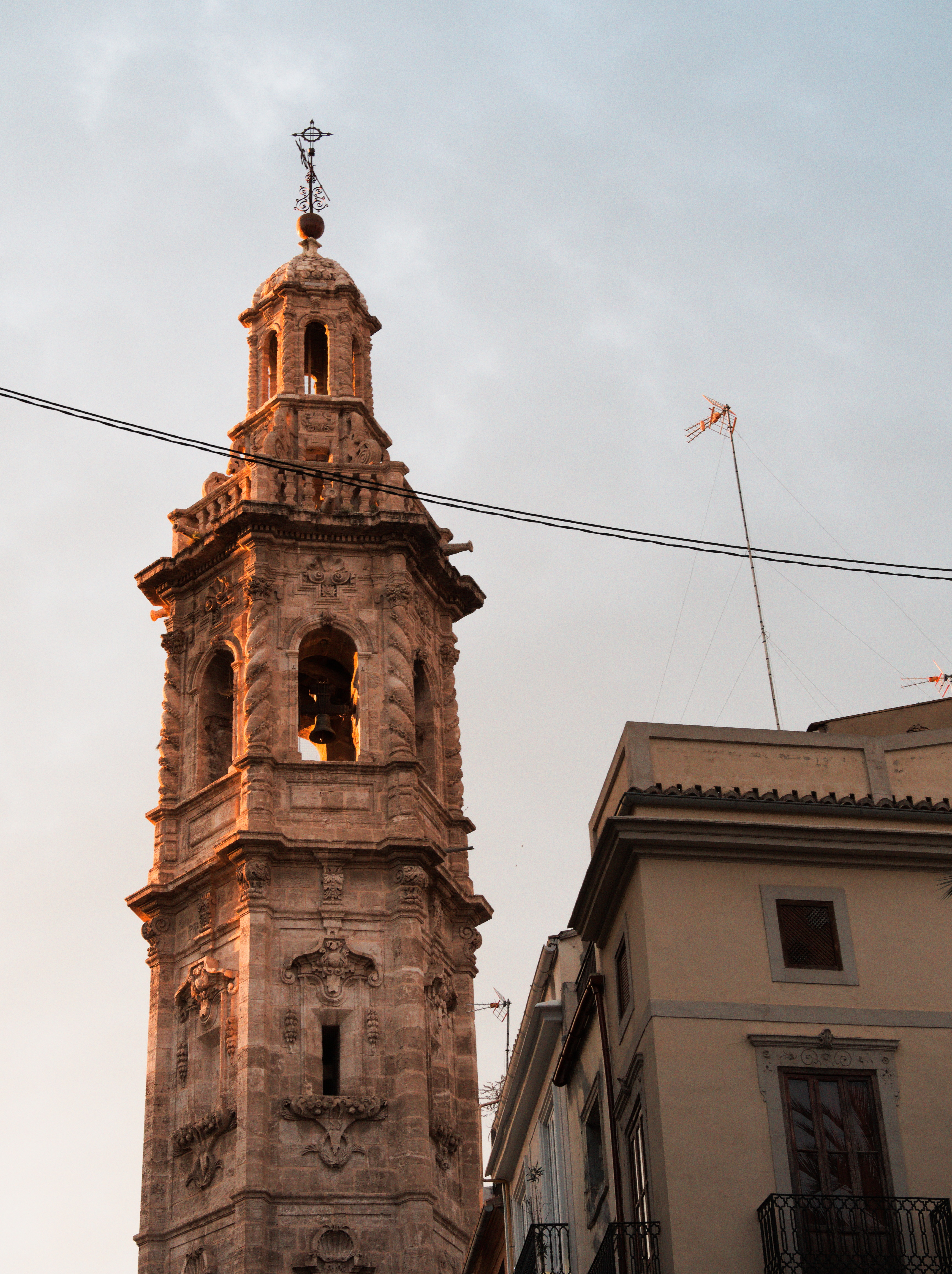
Parte alta de la torre

El lunes 21 de noviembre de 1729 estaban dispuestas las seis campanas (que habien sido bendicidas el 9 del mismo mes) y el campanero, que hasta entonces había pertenecido a la catedral, siendo cedido por el cabildo a instancias de la Parroquia de Santa Catalina, tenía todo dispuesto para el primer volteo de las campanas, para lo cual se necesitaban diez hombres, fornidos y avezados a estos menesteres. Aquel día comenzaron las solemnes fiestas con la iluminación del campanario (al que coronaron de bolas y faroles), haciéndose luminarias casi generales en las casas de las Parroquia, congregándose tal número de gente para oír el primer vuelo, que, según un historiador, se escuchaban sus rumores desde el convento de Santo Domingo, y la pasión que hasta con las armas defendían la superioridad de dichas campanas sobre de las iglesias de San Juan y San Martín, y hubo de ser preciso para apaciguar los ánimos. El griterío era tan enorme que, según cita el cronista padre Tomas Grüell, (quanto mas los curcunstantes levantaban la gritería, que a no se las vozes de aquellas de metal sonoro. Las ahogaban las vozes de la plaza). Cuando el volteo general de todas las campanas de la ciudad de Valencia cesó para que se iniciara el de las campanas de la torre de la iglesia de Santa Catalina, un silencio impresionante se produjo en las gentes. 
Después, una a una, comenzaron a sonar, y cuando el vuelo general se efectuó, un clamor de júbilo y entusiasmo se produjo, que culminó ante la estruendosa disparadas de fuegos artificiales desde lo alto del campanario, que fue muy copiosas, a la que se secundaban con entusiasmo los feligreses con el disparo de numerosos cohetes de mano, y asegura también un manuscrito de la época que (no pocos coetes borrachos corrieron por la plaza de Santa Catalina). El mismo manuscrito ponía de manifiesto la dificultad en que se encontraban los encargados del volteo de las campanas: (Son menester diez hombres para voltearlas juntas, quatro para las quatro más pequeñas, dos para el tenor y quatro para la campana grande, dizen que ha puesto cuerdas como hombres ha de tocarlas; y a los que las tocan, les causas no poca pena, que para los diez es el lugar estrecho, y esto no puede remediarse).
Al día siguiente, martes 22 de noviembre de 1729, se celebraba en la iglesia de Santa Catalina la fiesta de gracias, cantándose misa y Te Deum, con música muy solemne, en la que predico fray Bartolomé Casas, trinitario calzado del convento de Nuestra Señora del Remedio, un sermón que se imprimió en esta ciudad con el retumbante título de (Campanas sin vida, campanas con alma), por alusión a las que el cisma de Inglaterra había dejado sin uso. El curioso suceso produjo la publicación de numerosas hojas impresas en contra y a favor de la instalación de las campanas de la torre de Santa Catalina y de las fiesta celebradas, con poesías de todas clases; muchas de ellas se mencionan en el (Romance nuevo a las muchas coplas y décimas que se han compuesto el asunto de las campanas de la Parroquia de Santa Catharina Virgen y Mártir de Valencia). Y no faltó el (Cloqui noy del any 1729), en que sus personajes (Pere, llaurador; Andreu, llaurador, dos musichs y un alguasol), comentan y discuten con graciosa ironía cuanto había ocurrido. 
Durante varios días, que coincidían en las fiestas de Santa Catalina, continuaron volteando las campanas, y la gente no se cansaba de oírlas, (pues de día acudía mucha gente labradora a la plaza de dicha parroquia a ver voltear la campana grande, y otros que no eran de monterilla, también se detenían a mirar cómo daba bueltas). 
Aquellas campanas de la Iglesia de Santa Catalina eran las primeras en Valencia que tenían lenguas afinadas con artificio de hierro y no con tiras de piel o cordeles, como era costumbre. Todos convinieron en que después de las de la catedral eran las mejores que sonaban en la ciudad, y la instalación en el esbelto campanario constituyó uno de los más apasionados sucesos de aquella época en Valencia. En 1846 el fundidor Miguel Monzó funde la Campana Eloy por encargo del Gremio de Plateros, siendo la campana que más plata tiene en su fundición. La víspera de San Pedro de 1900 mientras un campanero volteaba la Salvadora lo arrojó a la calle matandolo al instante y la campana la apodaron "la matahomens".
En 1902 y siendo que la ciudad iba creciendo se realizó el famoso arreglo parroquial, donde se iban reubicando Parroquias, por ello la Parroquialidad de Santa Catalina y paso a depender de San Martín mientras que la titularidad pasó a San Agustín y en 1915 las cuatro campanas grandes se las llevaron a este, rompiendo la grande para rehacer un juego nuevo junto con las otras tres inglesas restantes. En 1917 se instala la esfera del reloj. En los años 40 el Peret y la Margarita, las dos pequeñas pasan al campanario de San Martín, para luego en 1967 refundirlas para un nuevo juego, del cual es el actual. También en la misma época se trasladó el Eloi a la Catedral. Después entre la guerra del 36 y la refundición de las dos que quedaban inglesas, fueron desaparecidas por completo. En 1950 se funde la Maria de la Asunción, rajandose y refundida otra vez en 1980. En 2002 se restaura la torre y vuelve el Eloi, pero instalandolo no mirando a la plaza del mocadoret, sino en el vano de la campana mayor equivocadamente (a posta) para que no volviera a instalarse la esfera.
Frente a ella se abrió a finales del siglo XIX la calle de la Paz, que además de mejorar las comunicaciones del centro urbano con el mar, tuvo muy en cuenta la destacada vista en perspectiva que se conseguía de este importante campanario.
En 1936 la iglesia fue asaltada por milicianos republicanos e incendiada, arruinándola completamente. En la década de 1950, se llevaron a cabo obras de repristinación, para devolverle su fisonomía gótica original, para lo cual se despojó a los muros de los restos de decoración barroca y neoclásica.
Es Templo de Reparación Eucarística desde hace más de 50 años, regido por la Hermandad de Sacerdotes Operarios Diocesanos. Su actual Rector es D. Francisco Ruiz.

## Galería

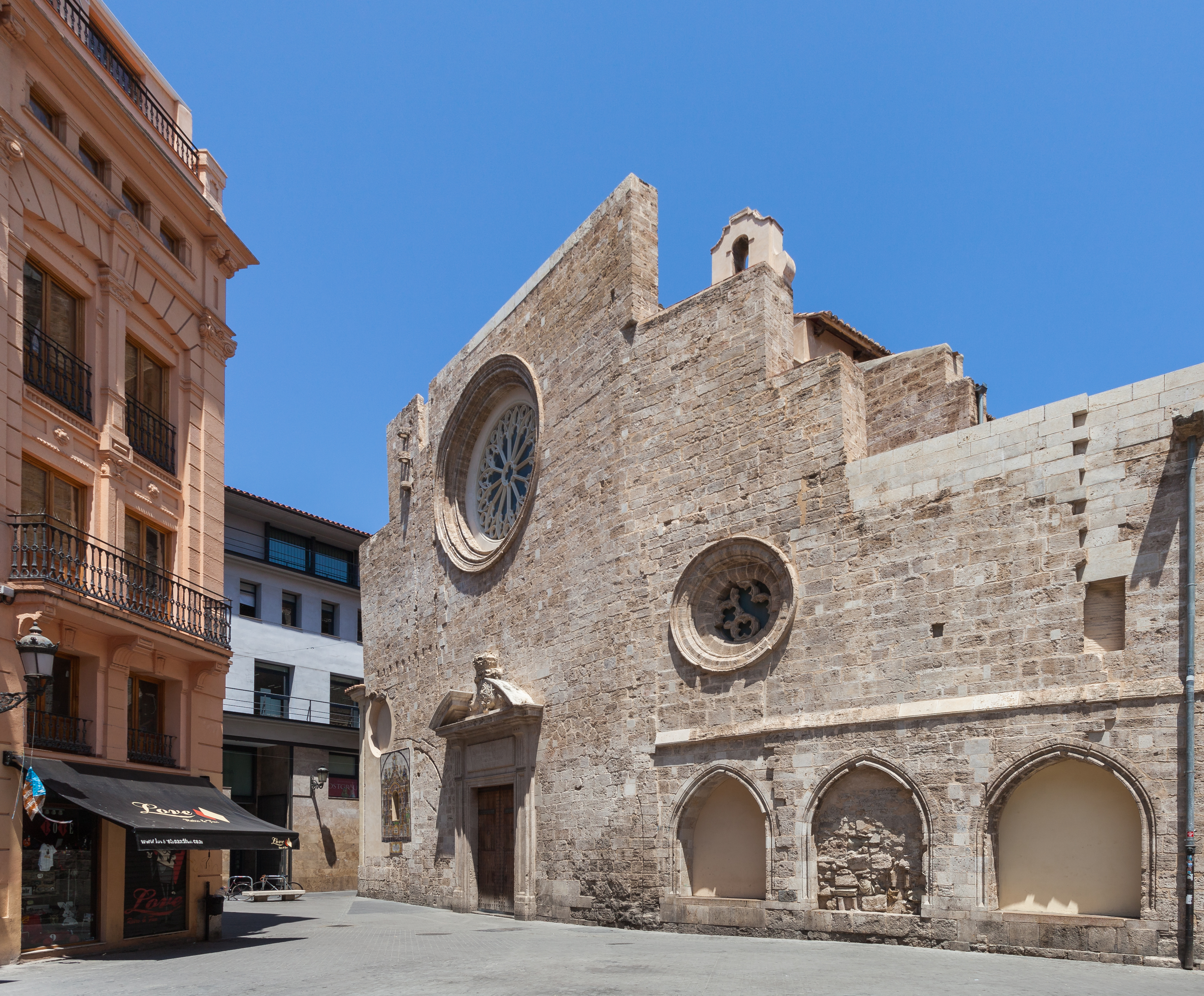
Desde la plaza de Lope de Vega
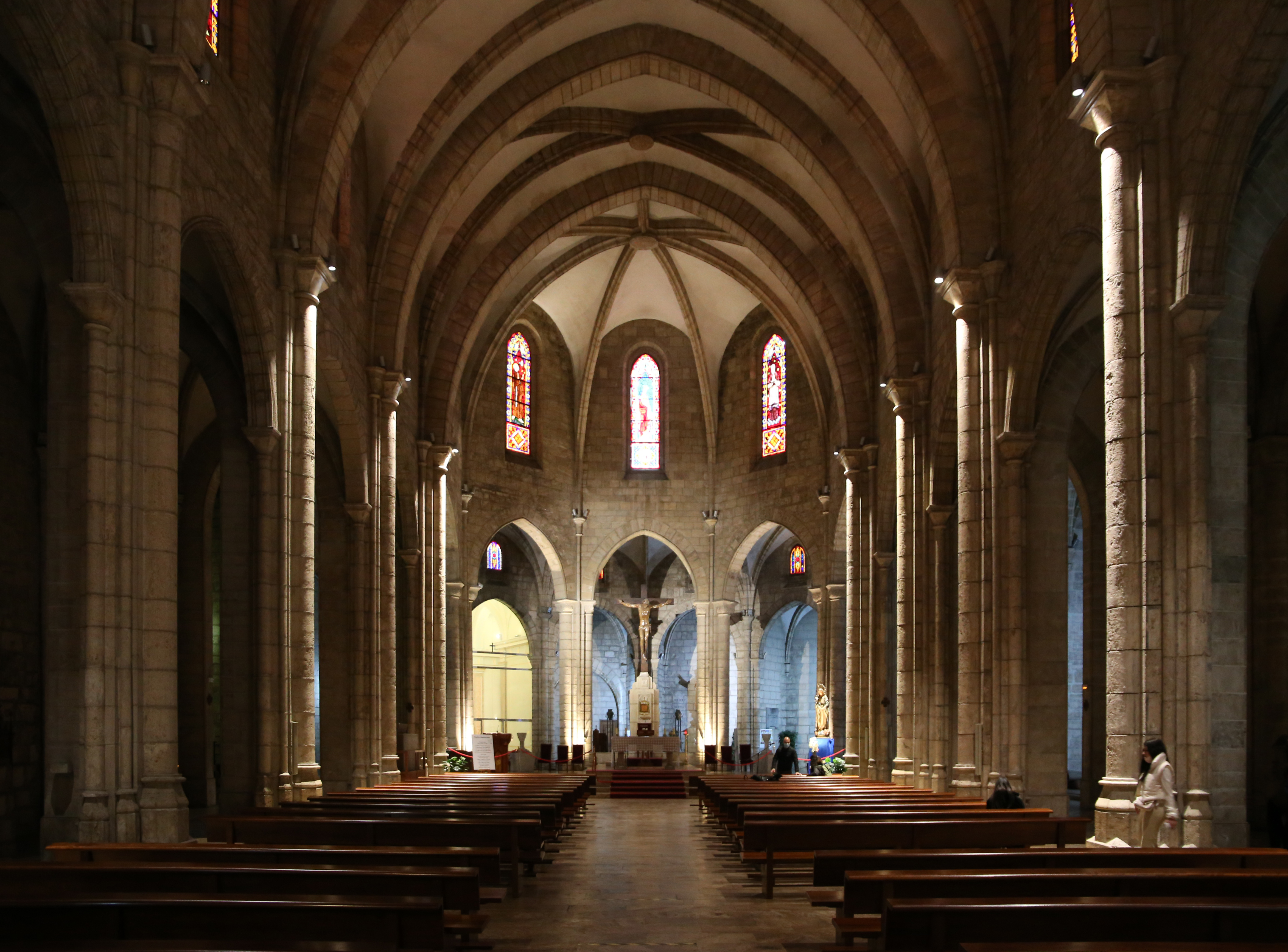
Interior
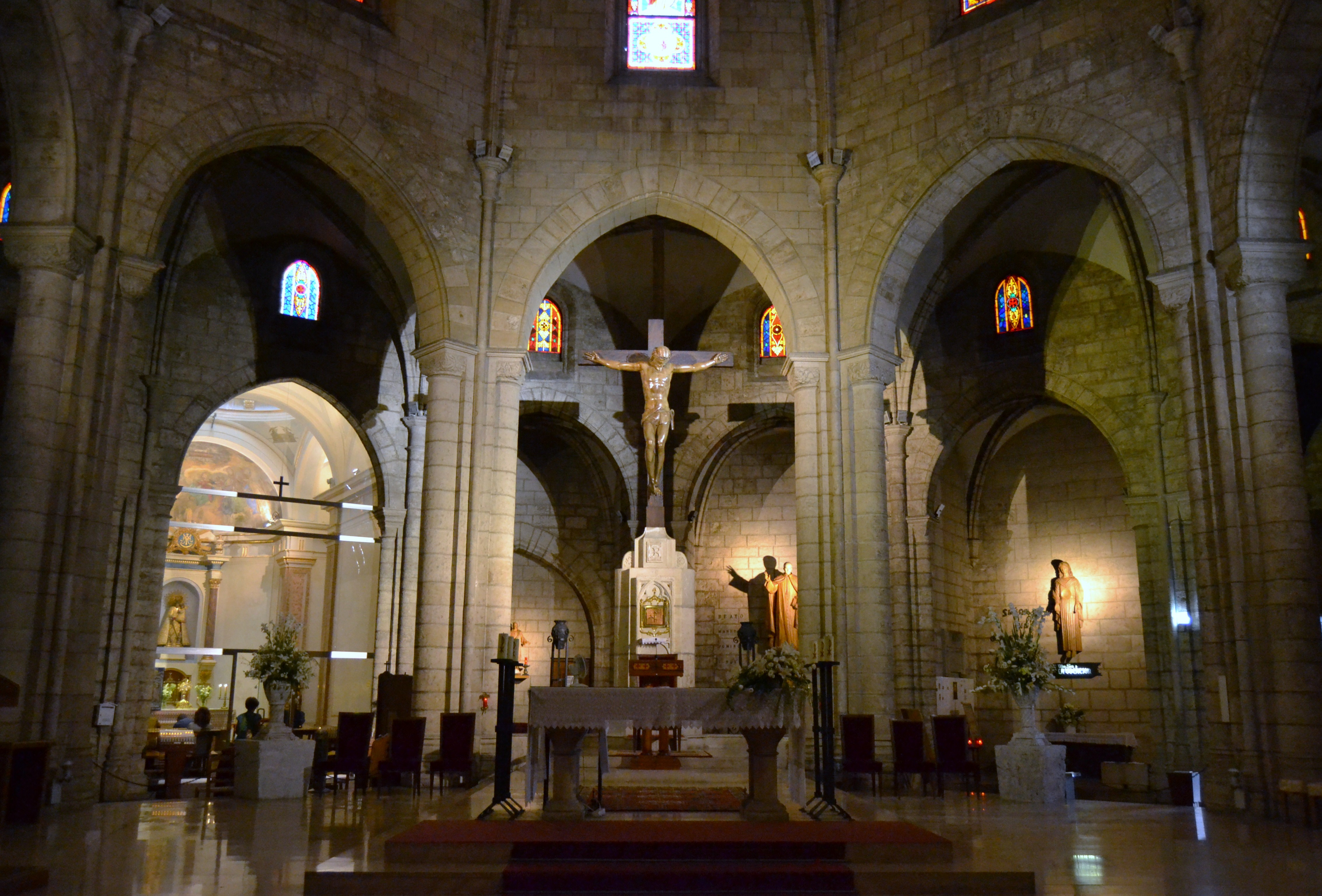
Altar